# Honda CX-500
Modelová řada Honda CX (včetně variant GL500 a GL650) byla vyvinuta a představena na konci 70. let, prodej byl na většině trhů ukončen v polovině 80. let. Design zahrnoval inovace a technologie, jež nebyly v té době běžně používané nebo vůbec kdy použity, jako například: vodní chlazení, startování pouze elektrostartérem, pohon zadního kola nízkoúdržbovým kardanem, skládaná kola Com-Star a dva rovnotlaké karburátory umožňující snížení emisí. Elektronické zapalování bylo oddělen od zbytku elektrického systému, což umožňovalo roztlačit a jet na motocyklu i v případě totálního výpadku el. systému.
V oněch dnech byl tento motocykl velmi oblíbený mezi motoposlíčky ve Velké Británii.
Honda plánovala, že řada CX bude úspěšně soupeřit s menšími Moto Guzzi a BMW. Proto nejdříve investovala mnoho prostředků k dosažení optimálního designu. Série CX je považována za etalon spolehlivého univerzálního středně velkého motocyklu se solidním předpoklady pro sportovně-turistické cestování na krátké a střední vzdálenosti. Popularita CX roste až do současnosti a zažívá renesanci, jak lidé hledají starší motocykly stojící za restaurování.

## Pohonné ústrojí

### Motor
Série CX se vyznačuje konfigurací klikového hřídele podélně s osou motocyklu, což je někdy nazýváno „létající“ V-twin, protože válce vystupují na obou stranách motocyklu, ale nejsou zcela symetrické. CX byl první V-twin, který kdy Honda vyrobila. Honda vyrobila prototyp CX350, ale nikdy jej nepředstavila veřejnosti. V této verzi motor neměl charakteristické 22° pootočení sání a výfuku. Počáteční koncepce měla 90° úhel mezi válci jako podobné motocykly Moto Guzzi, první testovací jezdci popisovali prototyp jako „příliš“ uhlazený. Také karburátory, které byly směrovány přímo do válců, měly tendence překážet jezdcovým kolenům. Následná konstrukce motoru měla zmenšený úhel válců na 80° a hlavy získaly pootočené sání a výfuk o 22°.
Pokroková konstrukce spočívala také v umístění klikového hřídele „nad“ převodovkou, obojí ve stejné skříni. Toto uspořádání umožnilo udělat motor kratším, byť byl trochu vyšší.
Konstrukce motoru kombinuje kompresní poměr 10,0:1 a červené pole otáčkoměru začínající na 9650 otáčkách za minutu s uspořádáním ventilů OHV a vačkou umístěnou do základny „V-čka“ mezi válci. Každý válec má čtyři ventily ovládané unikátními rozvidlenými vahadly, jež jsou ovládána od vačky přes tlačné tyčky. Motor dobře funguje i s 87 oktanovým benzinem. Dodává 50 koňských sil (37 kW) při 9500 otáčkách s velkým točivým momentem v nízkých otáčkách. Honda prohlašovala, že CX překonává svými výkony ostatní motocykly své třídy. Maximální rychlost motocyklu se pohybovala přes 160 km/hod. Motocykl snadno dosahoval 45 mil na galon benzínu (5,25 l/100 km), není nic neobvyklého ujet přes 50 mil na galon (4,7 l/100 km). Moto Guzzi oproti tomu se svou soudobou Moto Guzzi V50 Monza, dávala 48 koňských sil při 7600 otáčkách. Bylo to ze vzduchem chlazeného, dvojventilového 90° V-twinu, který byl schopen dosahovat více než 55 mil na galon (4,3 l/100 km), který ovšem měl standardní nedostatky italských strojů té doby s jejich pochybnou spolehlivostí elektroniky. Tento model Guzzi je mimo Evropu velmi málo znám, takže přímé srovnání s CX 500 od Hondy je možné pouze na papíře nebo mezi motocyklovými nadšenci.
Válce motoru jsou zasazeny v těle klikové skříně, což komplikuje údržbu, avšak mnoho exemplářů má ujeto více než 200 000 mil nebo více bez větších prací či oprav na motoru.

### Převodovka
Převodovka se otáčí v opačném směru než kliková hřídel, což potlačuje tendence motocyklu naklánět se do strany při akceleraci nebo deceleraci. Převodové stupně jsou řazeny obvyklým způsobem pomocí páky dole u levé nohy, ale namísto obvyklé konstrukce, kdy je osa otáčení řadicí páky kolmá na směr jízdy, je u CX tato osa podélná. Tento rozdíl nevyžaduje žádnou změnu techniky řazení, znamená však, že není možné si nastavit řadicí páku při přizpůsobení motocyklu své postavě.
Výkon je přenášen skrze uzavřený drážkovaný hřídel s jedním kloubem. Hřídel vede od finálního převodu u zadního kola k tlumicí hřídeli v motoru, který absorbuje a tlumí nárazy a vibrace. Finální převod je v olejové lázni a ložiska se mažou plastickým mazivem, což mělo redukovat potřebnou údržbu na minimum.

### Kola
Originální kola Com-Star kombinují flexibilitu vyplétaných kol (bez potřeby údržby) s vlastnostmi a charakteristikami bezdušových litých kol. CX byl jeden z prvních motocyklů používajících bezdušové pneumatiky, Honda začala používat tuto technologii o pár let dříve na CB250T/CB400T Dream.

## Podvozek
První verze měly konvenční odpružení skládající se z hydraulicky tlumených teleskopických vidlic vpředu a dvou pružin vinutých okolo tlumičů vzadu. Pozdější verze měly možnost vzduchem přitvrdit přední teleskopické vidlice a odpružení zadní vidlice pomocí Hondou vyvinutého systému Pro-Link spočívajícím v jedné tlumicí a pružicí jednotce. Americké verze (vyjma GL500 Interstate, GL650 Interstate a Turbo) byly vybaveny jednokotoučovou přední brzdou, všechny ostatní modely pak dvoukotoučovou. Modely po roce 1980 byly vybaveny dvoupístkovými brzdiči namísto původních jednopístkových. Modely Turbo a Eurosport měly zadní bubnovou brzdu nahrazenu kotoučovou s dvoupístkovým brzdičem. Všechny modely měly ocelový trubkový rám se silnou páteřní trubkou s využitím motoru jako nosného prvku. Modely s dvěma tlumiči pérováním vzadu používaly jednotrubkovou páteř, modely s pérováním Pro-Link používaly třítrubkovou konstrukci páteře. Pozdější modely měly silnější trubky předních vidlic což se zřetelně projevilo na jízdních vlastnostech.

## Problémy
Původní modely z roku 1978 měly špatně konstruovaný napínák rozvodového řetězu a u velmi rychle uvedených předváděcích modelů špatné mazání ojničních ložisek. Problém s mazáním byl ovšem zaznamenán v podstatě pouze při prvních novinářských testech. Selhání napínáku rozvodového řetězu však mohlo mít katastrofické následky a výsledné poškození ostatních částí motoru. Výrobce uspořádal svolávací akce za účelem výměny kritických komponent za jiné. Pokud byly tato komponenty vyměněny, na motoru je toto označeno pomocí tří vyražených teček uspořádaných do trojúhelníku před sériovým číslem motoru. Evoluce z původní CX500 proběhla během roku 1979 přes model 500A a posléze B než došlo v roce 1983 k nahrazení modelem Eurosport. Až do pozdních 90. let byly CX používány kurýry v Londýně protože při správném použití a údržbě představovaly téměř nezničitelné stroje.
Jsou pouze čtyři problémy kterých se je v případě CX500 třeba obávat. Stator alternátoru, CDI, rozvodový řetěz a těsnění vodní pumpy. Jednotka CDI se dá sehnat z druhé ruky na Ebay nebo lze vyrobit vlastní. Stator v modelech z let 1978–1981 slouží dvěma účelům. Dobíjí baterii a dodává vysoké napětí (více než 90 V) do CDI pro zapalování. Stator se nachází v zadní části motoru a velmi se hřeje. Teplo pak může způsobit poškození vinutí. Obvykle jedno ze tří vinutí selže: dobíjení, vinutí pro zapalování v nízkých rychlostech (špatný výkon v nižších otáčkách), vinutí pro zapalování ve vyšších otáčkách (špatný výkon při vyšších otáčkách). Jestliže je vadné vinutí pro dobíjení, není dobíjena baterie. Pokud je poškozeno vinutí pro vyšší otáčky, motocykl neakceleruje jak by měl nad 3500 otáček kdy je energie pro zapalování dodávána právě tímto vinutím. Pokud selže vinutí pro pomalé otáčky, motocykl nestartuje a nemá žádnou nebo přerušovanou jiskru. Prakticky vždy však odejde vinutí pro vysoké otáčky.
CX500 od roku 1982, všechny GL500,CX a GL 650 mají odlišný stator který má pouze dobíjecí vinutí. Tyto motocykly mají tranzistorové zapalování které je extrémně spolehlivé. Stator bez dvou vysokonapěťových vinutí je studenější takže je méně náchylný k závadám než stator pro CDI. Ale i tak se vyskytují závady. Krom toho je také regulátor napětí na těchto modelech odlišný od starších, konektory jsou jiné.
Těsnění vodní pumpy na tomto motocyklu se přestává plnit svou funkci s tím jak stárne. Těsnění je jednoduchého typu z gumy a keramiky a jestliže motocykl nečinně stojí po delší dobu může se těsnění slepit a po následném nastartování se zničí. Těsnění může selhat také pokud je použit špatný typ chladicí kapaliny, což se ovšem stalo jen nemnoha majitelům CX. Bylo to sváděno mimo jiné taky na obsah silikátů (malých částeček plastiku) které jsou v některých kapalinách používány k udržení čistoty a odstranění koroze a usazenin. Tyto částečky se dostávaly mezi keramické a gumové části těsnění docházelo k opotřebovávání. To možná způsobilo následné poškození těsnění. Těsnění vodní pumpy u prvních modelů vyžaduje průměr díry v zadním víku motoru 27,8. Kruhová díra ve víku má v tomto případě stejný průměr po celé své hloubce ze strany těsnění až po stranu gufera. Pro tento průměr však dnes již nelze originální atypické těsnění koupit. Ze strany vodní pumpy je proto třeba (pro těsnění běžně dostupné na trhu) ve víku zahloubit díru do hloubky 8,5 na průměr 28,35 plus minus 0,03. Těsnění, která jsou dnes nabízena v internetovém prodeji jako náhradní díl pro Hondu CX 500 prvních modelů, jsou určena až pro pozdější varianty CX. Pokud by měl být přesah (rozdíl mezi vnitřním průměrem díry a vnějším průměrem kalíšku těsnění) větší než 0,2, je nutno nechat víko upravit, tzn. nechat zvětšit průměr otvoru tak, jak je popsáno výše.
Domácí kutilové obvykle zkouší zastavit úniky ucpáním kanálku pod víkem vodní pumpy. V takovém případě se pak chladicí kapalina tlačí přes gufero vačky směrem do motoru a do olejové náplně. Často je to pak diagnostikováno jako špatné těsnění pod hlavou. Výměna těsnění vodní pumpy znamená vyndat motor z rámu ale může být opraveno i s motorem na místě jako např. zde Mech Seal.
Rozvodový řetěz na CX se natahuje a maximálně vydrží okolo 50 000 mil (80 000 km) dále už není radno se na něj spoléhat. Jestliže není rozvodový řetěz v předepsaných intervalech náležitě dopínán dochází k natahování rychleji a zkracuje se tak jeho životnost. Když je řetěz volný (nebo došlo k méně častému selhání napínáku) řetěz začne vydávat rachotivý zvuk, který však nenabývá intenzity jako u vzduchem chlazených motorů a může být často neidentifikován. Tento zvuk signalizuje že se řetěz dostává do kontaktu s materiálem skříně motoru a omílá ji. Jestliže motor bude dlouho provozován v těchto podmínkách dojde ke kompletní destrukci nálitků a montážních bodů vodítek řetězu a motor bude na vyhození. CX650E a modely po roce 1983 mají automatický napínák který nepotřebuje nastavování. První příznak opotřebeného řetězu je zvuk „ting“ když zavřete plyn a bývá pozorován okolo 40 000 mil (65 000 km). Naneštěstí, je tento druh napínáku méně spolehlivý než manuální a může se zaseknout ještě před tím než pohyblivá část dojde na konec svého rozsahu. Může se to stát i po velmi malém proběhu kilometrů nebo také nikdy ale je to v podstatě běžná nemoc šestsetpadesátkových motorů. Pozn. majitele a zkušeného technika k tématu volného rozvodového řetězu: nic není díky vodnímu chlazení slyšet, pro výměnu je proto nutné znát aktuální nájezd kilometrů, toto platí pro motory všech typů Hondy CX 500 či CX 650.
Nakonec, CDI boxy na CX500 1978–1981 stárnou. Krabička je plná kondenzátorů s vysokou kapacitou a dielektrikum kondenzátorů stárne a může způsobit problém. Tudíž, funkční CDI box se pomalu stává raritou. Obvykle selže zapalování jednoho válce – občas přerušovaně po startu a pak úplně. CDI box také často odejde kvůli příliš vysokému odporu rezistorů které jsou součástí 30 let starých koncovek na vysokonapěťových kabelech ke svíčkám.
Poněkud méně katastrofickou záležitostí je plastový větrák použitý na 500-kových motorech (nikoliv na 650). Při normálním používání je to OK ale dlouhotrvající jízda vysokou rychlostí může eventuálně způsobit jeho poškození (prasknutí), obvykle zničí chladič a pak stříká chladicí kapalina na jezdcovy nohy.

## Varianty

### CX500
1978 CX500 Standard má velkou palivovou nádrž, stupňovité sedlo, kulatou nádržku na brzdící kapalinu a plastový minikryt světlometu díky jehož neobvyklému vzhledu dostal motocykl přezdívku „plastic maggot“ (plastová larva). Směrová světla vycházejí z plastového krytu světlometu přibližně v polovině výšky světlometu. CX 500 Standard má stříbřitá kola Comstar, 19palcová na předku a 18palcová vzadu.
I když V-twin nebylo nic nového, a Moto Guzzi je montovala „in line“ s náhonem na zadní kolo před hřídel již řadu let, tato Honda byla dosti odlišná. Nejen kvůli 500 cm³ motoru který byl chlazen vodou ale i proto že měla 4 ventily na válec ovládané tlačnými tyčkami než konvenčnější OHC uspořádání.
Styling byl radikální, malý sklon předních vidlic a krátký motor přispěly ke zkrácení rozvoru podvozku na motocyklu který byl trochu vyšší. CX 500 byl jeden z prvních modelů používající nová kola Comstar (a později na modelu B reverzní Comstary a hranatou nádržku na brzdovou kapalinu) o rozměrech 19 palců (483 mm) vpředu a 18 palců (460 mm) vzadu.
Dopředu se zužující nádrž a velká koncová svítilna ve tvaru půlměsíce vzadu vystupující z krátkého krytu zpoza stupňovitého sedla. Výsledek byl mix standardních, sportovních a cruiserovských rysů.
CX 500 měla úspěch. Ukázala se jako spolehlivý a ekonomický motocykl, nejlevnější s kardanem. Mnoho kusů je i dnes stále pojízdných a spolu s GL Silverwing se rychle stávají kultovními motocykly. Po celém světě existují kluby vlastníků a nadšenců.

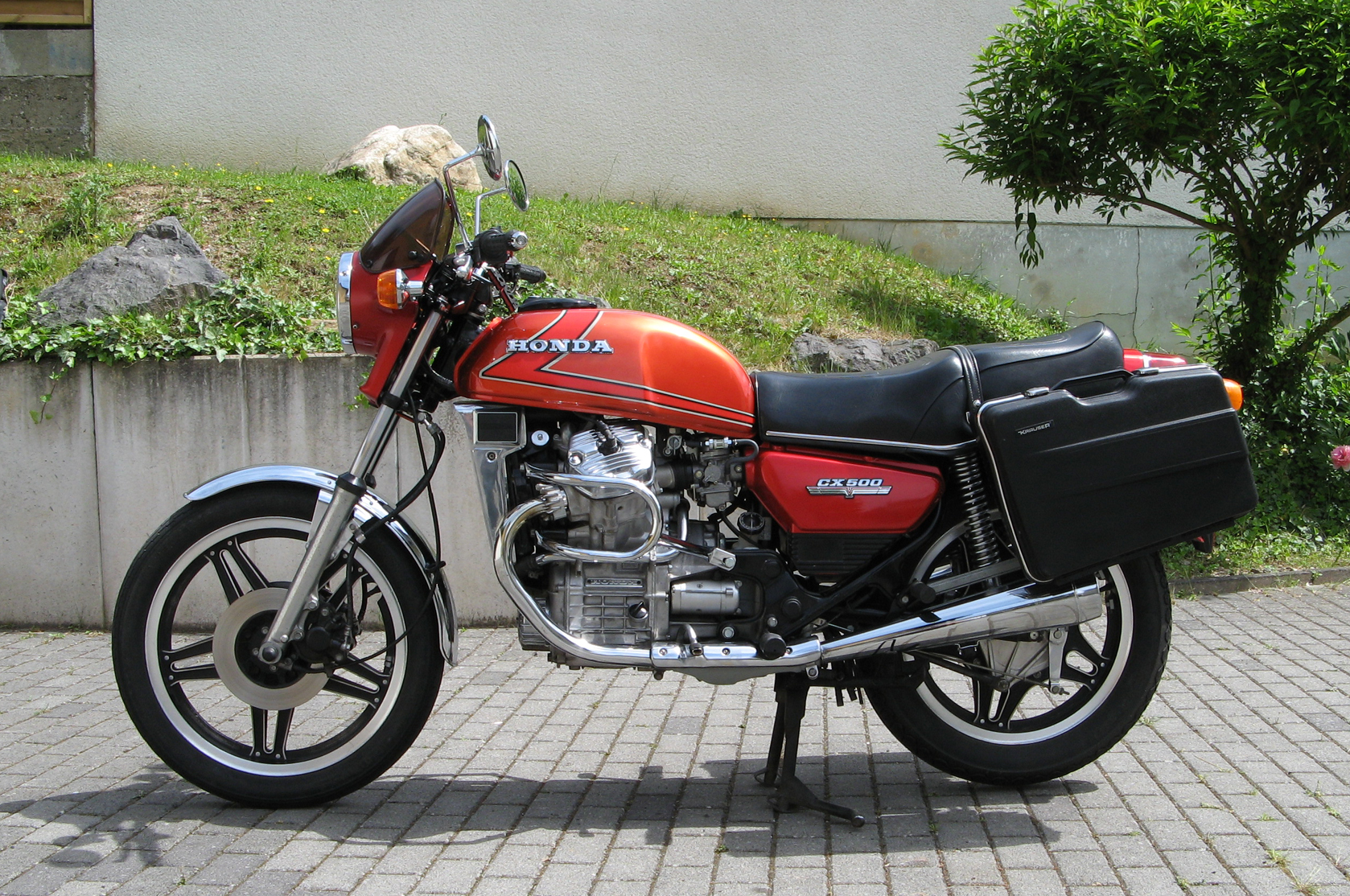
Honda CX 500B

### CX500 Turbo
V roce 1982 přišla verze s přeplňováním motoru pomocí turbodmychadla a složitým systémem vstřikování paliva s víceméně zbytečným systémem diagnostiky závad. Následující rok byly všechny motory CX500 a GL500 uvedeny ve větší verzi 650 cm³ (ve skutečnosti 673) a turboverze dostala zjednodušený systém vstřikování paliva. Popularita turboverzí mezi motorkářskou veřejností však z nejrůznějších důvodů klesala a to mělo za následek ukončení produkce CX650 po roce 1983.
CX500T byl první sériově vyráběný motocykl na světě s turbem na rozdíl od Z1R TC který byl upravován dodatečně dodáním turba RayJay u Turbo Cycle Corporation před jejich dodání vybraným dealerům Kawasaki k prodeji. CX500T také přinesla vstřikování paliva a radikální kapotáž. CX 500 Turbo (známá také jako CX500TC) byla vyráběna v roce 1982 a nahrazena v roce 1983 modelem CX650 Turbo který přirozeně vycházel z CX650E Sport. CX500 Turbo byla vyrobena v omezených počtech což znamená něco okolo 5400 kusů.
Turbomotor vychází z vodou chlazeného V-twinu se čtyřmi ventily na válec ovládaných tlačnými tyčkami použitého u CX500 která byla představena několik let před tím– sama o sobě už s průkopnickým designem. V podstatě, skříň motoru byla zachována ve skoro stejná jako u CX500, upravená pro přidání turba. Turbodmychadlo vyvíjelo ve špičce tlak přibližně 19 psi což umožnilo dosáhnout přibližně dvojnásobného výkonu oproti nepřeplňované verzi. Skříň motoru je jedna z mála věcí která byla přejata z původní CX, podvozek, brzdy, rám, kapotáž a vše ostatní bylo jiné. Původní nepřeplňovaný motor byl také použit na modelech GL500 Silver Wing , turistickém stroji o němž se mluvilo jako o menším sourozenci Gold Wingu, a na modelu CX500 Custom, který byl upraven do „chopper“ stylu.
CX500 Turbo, ačkoliv schopná po náběhu přeplňování skvělé akcelerace, měla nepěknou vlastnost spočívající v náhlém náběhu výkonu jak přeplňování začalo pracovat. Krom toho, byla prvním modelem se vstřikováním který Honda vyráběla, systém ovládající vstřikování a motor byl složitý a na dnešní poměry dost rozměrný, vyžadoval dva oddělené okruhy a měl mnoho podtlakových a tlakových hadiček.
Přesto že CX500Turbo vycházela konstrukcí a designem z modelu CX500E Sport a obě motorky jsou si tvarově velmi podobné (především v zadní části), mají díly jako sedlo, boční kastlíky a zadní tunel nepatrně jiné rozměry, takže nejsou záměnné.

### CX500 Custom
Varianta „Custom“ byla představena v roce 1979, měla menší užší nádrž a vyšší řídítka což dělalo stroj více jako Harley. Světlomet a budíky byly podobné modelu CX500 Deluxe. Směrová světla byla upevněna na předních vidlicích pod úrovní světlometu. Motor byl lakovaný stříbrnou barvou. Tento model měl svůj vzhled postaven mnohem více jako cruiser a „pro parádu“. Rok 1982 byl poslední rok produkce CX500 a od roku 1983 byl zvýšen objem motoru na 673 cm³, byl uveden jako CX650. CX650 C měla ještě více odlišný styling a motor byl nastříkán černou barvou namísto stříbřité. CX650 nemohla soutěžit s cenově stejně postavenou ale mnohem výkonnější VF750 Magna a produkce byla zastavena následující rok.

### CX500 Deluxe
„Deluxe“ model přišel v roce 1979 a byl vyráběn v omezeném množství až do roku 1981. Tento bike byl kombinací modelu Standard a Custom. Model DeLuxe vycházel z modelu Standard. Měl stejný rám, nádrž, boční kastlíky, výfuky, ale jinak měl řadu dílů převzatých z CX500 Custom. Jednalo se o celý přední panel s budíky včetně světlometu, držáků velkých blinkrů a vysoká řídítka. Dále stupňovité sedlo a lakovaný motor, stejně jako u modelu CX500 Custom. Kola byla typu Comstar v reverzním provedení v černé barvě. Rozměrově se shodovala opět s modelem Custom – 19palcová vpředu a 16palcová vzadu. Protože model vznikl především pro americký trh, byl vpředu vybaven pouze jedním brzdícím kotoučem. Motorka se vyráběla v jediné barevné kombinaci. Hnědá metalíza se zlatou linkou (stejný odstín jako měl v té době Goldwing 1000 LTD). Na bočních krytech byl nápis CX500, v dolní části doplněný textem DeLuxe. Neexistuje moc fotografií tohoto modelu v originálním stavu.

### GL500 Silverwing
V roce 1981 Honda uvolnila na trh GL500 Silverwing což byl středně velký cestovní motocykl. Rám tohoto modelu byl stejný jako u modelu Euro sport CX500. Zadní kolo však mělo 16 palců a přední 19 palců. Motor GL500 byl již modifikovaný (jako všechny modely CX500 po roce 1983) a používal spolehlivější tranzistorové zapalování takže stator alternátoru měl jen jedno vinutí pro dobíjení baterie a tak mohl dodávat více energie pro světla a další spotřebiče obvyklé na turistických motocyklech. GL500 také měla odpružení pomocí systému Pro-Link a byla vyráběna jako naked nebo jako Interstate který měl velkou kapotáž a zavazadlové prostory. V tomto provedení vypadal Silverwing jako miniatura GL1100 Goldwing. Model z roku 1981 měl malý topcase, modely z roku 1982 a GL650 z roku 1983 měly větší. Topcase byl zaměnitelný za sedlo pro spolujezdce což znamená že s nainstalovaným kufrem je motocykl pouze jednomístný, řešením bylo dokoupení nosiče který umožnil montáž topcase za spolujezdce. V roce 1983 byl uveden GL650 a byl to poslední rok prodeje GL v USA. Rok výroby může být někdy zavádějící protože GL500 z roku 1982 byla vyrobena v nadměrných počtech a motocykly byly prodávány jako nové až do roku 1984. Měly by být označovány jako modelový rok 1982 ale jsou případy, kdy tomu tak není. Na Australský trh byl tento model dodávám jako 750 cm³.

### GL650 Silverwing
GL650 Silverwing je větší verzí GL500. Rám a řada ostatních věcí je v podstatě stejná, ale přední držák motoru je odlišný a části motoru jsou černě lakovány. Oba modely, Standard i Interstate jsou v burgundské nebo v tmavě šedé barvě. GL650 byla v USA prodávána pouze jeden rok.
Motocykl má lepší spotřebu než GL500 díky těžším převodovým stupňům. Šestsetpadesátkový motor také nakonec dostal elektrický ventilátor chlazení namísto mechanicky poháněného na modelu CX/GL500.Výměna tohoto větráku zřejmě napomohla k dosažení lepší spotřeby ale není jisté jak moc

### CX650C
CX650 Custom byl na americkém trhu prodáván pouze v roce 1983. Jeho unikátní cruiser styling jej staví stranou od ostatních modelů CX. Rám je úplně jiný a styling byl navržen tak aby se trefil do vkusu amerického trhu který si přál něco se vzhledem amerických motocyklů. Jeho dlouhé vidlice, nádrž tvaru slzy, nízké sedlo a zakončení výfuku mu dodávaly frajerský a přitažlivý vzhled. Nicméně, jeho styling a cena byly podobné jako u 750 Shadow a Honda se rozhodla nabízet v této kategorii pouze jeden model což byl důvod krátkého života tohoto modelu.

### CX650ED
CX650ED nebo také Eurosport byl uveden v roce 1983 a byl velmi podobný CX500 Eurosport vyráběné v předešlých letech. Byl určen pro trhy v Británii, Evropě, Kanadě a Austrálii a byl to opravdu výborný motocykl. Brzdy, odpružení a podvozek byly dále než u ostatních variant, pochopitelně s výjimkou turba se kterým sdílel spoustu řešení (TRAC anti-dive přední vidlice, Pro-Link suspension, dvoupístkové brzdy vpředu a kotoučovou brzdu vzadu). Naneštěstí tento model nebyl prodáván v USA i když možná jich bylo pár dovezeno soukromníky.

### CX650T
V roce 1983 byl motor CX500 Turbo zvětšen na objem 673 cm³ což znamenalo nárůst výkonu ze 77 na 97 (otevřená verze 102) koňských sil což jej dělalo nejsilnějším motocyklem na trhu toho roku. Navíc byl zvýšen kompresní poměr a snížen tlak přeplňování což se příznivě odrazilo na jízdních vlastnostech při náběhu tlaku turba než tomu bylo u předchozí CX500 Turbo. Systém vstřikování paliva byl podstatně přepracován a zadní odpružení dostalo možnost ručního nastavení tlumicího mechanismu. Mírně se CX650 lišila od svého předchůdce ne jenom v barevném provedení a značení. Přesto, že si jsou obě motorky velmi podobné, nemají (až na pár výjimek, světlo, binkry a pod) většinu dílů shodných. CX650 je od základu úplně jiná motorka. V rámci snižování nákladů Honda vyrobila kapotáž z termoplastu namísto skelných vláken použitých u CX500 Turbo. V počátku výroby CX650 Turbo však byla ještě kapotáž vyráběna ze skelných vláken formou přesného výlisku v oboustranné formě. Bylo tomu tak například ještě u výrobního čísla RC16-2000544 (Evropský model). U předchozího modelu, byla kapotáž laminovaná pouze do negativní formy. Většina z celkového počtu 1777 vyrobených kusů bylo distribuováno do USA. Zbytek pak všude možně po světě krom Austrálie. Vizuální rozdíl mezi Evropským a Americkým modelem byl v barevném provedení ráfků a nápisem nad hlavním světlometem. Evropská verze měla zlaté ráfky a nad světlometem zrcadlově otočený svítivě oranžový nápis TURBO. US verze měla ráfky stříbrné a nápis byl černý v normální čitelné poloze.
Kvůli svému složitému systému vstřikování, senzorů a ovladačů byly turboverze CX drahé a byly noční můrou mechaniků. Cena běžného sériového modelu CX500 Custom byla ve své době cca 6500 DM (nejdražší model z řady CX) a cena CX500 Turbo byla necelých 13 000 DM. Když začala narůstat cena pojištění výkonných motocyklů, mnoho pojistitelů pohlíželo s nevolí na přeplňované modely a někteří zvýšili taxy pro tyto modely. Takže i když hvízdání turba a mohutný kopanec při akceleraci vzbuzovaly u jezdců adrenalinové orgie, CX650 Turbo – následovaná svými napodobiteli – záhy, smutně odešla ze scény, což je velká škoda pro všechny milovníky hightech a radosti ze dragster-zrychlení. Tento model už totiž neměl nedostatky své 500 sestry a jel opravdu skvěle, ale bohužel už pozdě, ztráta důvěry a jak se říká, jedna paní povídala jí zazdil.

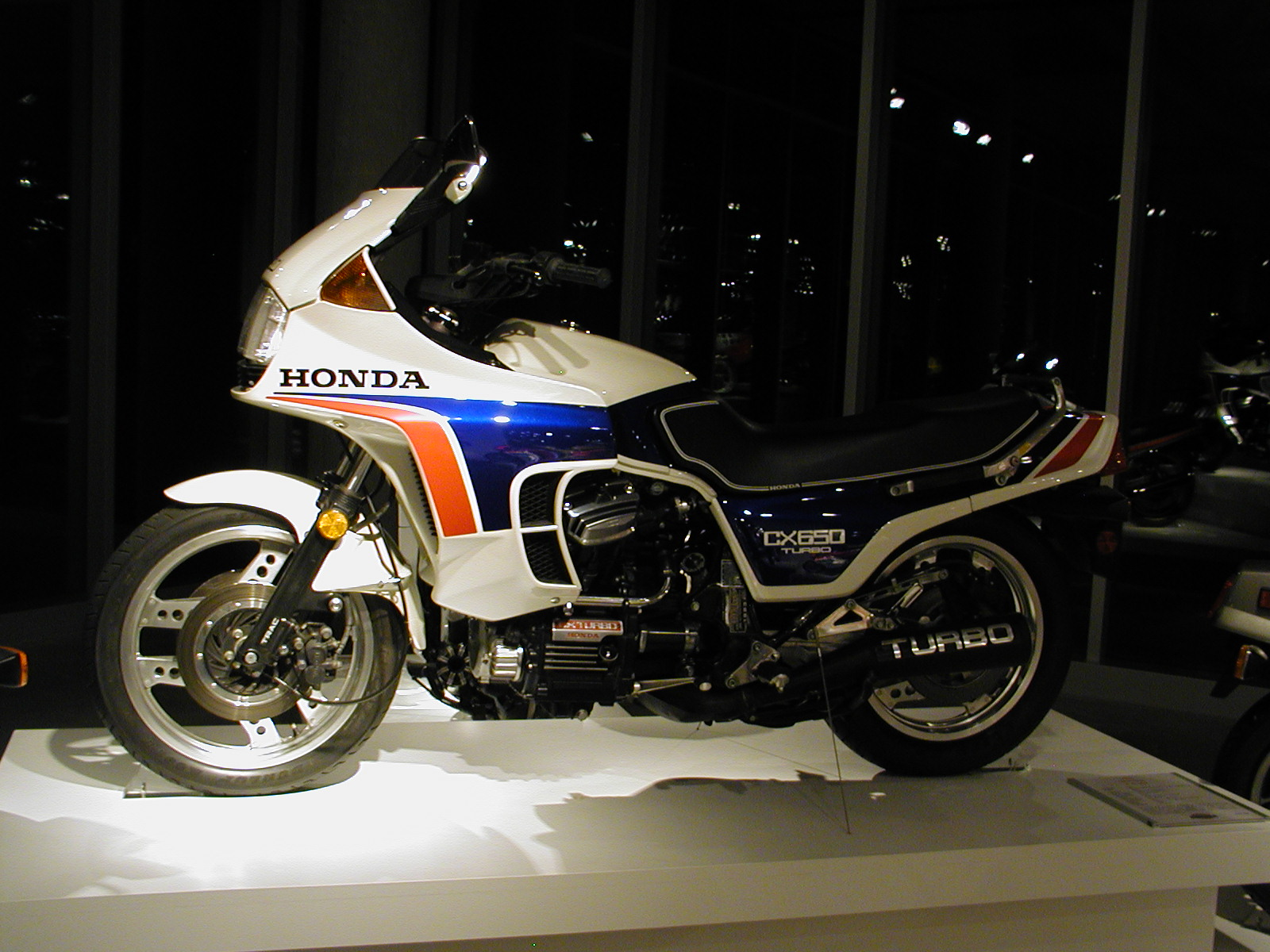
Honda CX 650 Turbo

### Ostatní varianty
Na japonském a evropském trhu byla k vidění 400 cm³ verze CX a GL, příznačně pojmenovaná CX400 a GL400. V Japonsku se GL650 Silverwing Interstate prodávala jako limitovaná edice pod jménem GL700 Wing Interstate i když měla stejný 674 cm³ motor jako GL650. Také v Austrálii, model z roku 1980–1982 používal namísto obvyklého CX500 Standard pojmenování CX500 Shadow. To nadělalo trochu zmatek poté, co Honda v roce 1986 uvedla model Honda VT 500 Shadow a VT750 Shadow.

## Design CX
Zkušenosti z vývoje série motocyklů CX měly vliv při tvorbě úspěšného modelu Honda ST 1100 Pan European a Honda ST 1300 Pan European. Také tento motocykl používá podélně uložený nebo jak se někdy uvádí „létající V“ motor a přenos hnací síly na zadní kolo hřídelí ačkoliv, má čtyři válce, kapotáž a integrované kufry. Věří se, že hlavní vliv na vývoj CX měli inženýři z Marusho Lilac motorcycle, kteří po zbankrotování firmy v roce 1967 začali pracovat pro Hondu.